# Divertículo de Meckel
El divertículo de Meckel es un pequeño ciego presente en el intestino delgado tras el nacimiento. Es un órgano vestigial del conducto onfalomesentérico, y es la malformación más frecuente del tracto gastrointestinal. Está presente en aproximadamente un 2% de la población. 

## Fisiopatología
Debido a la posible presencia de mucosa gástrica ectópica, puede suponer un foco de secreción ácida que lesione la mucosa ileal adyacente (carente de moco protector). Por ello, podemos sospechar la existencia de divertículo de Meckel cuando se hallan úlceras pépticas en el íleon distal (en condiciones normales la localización intestinal más frecuente es duodeno).
En caso de inflamarse daría una diverticulitis de Meckel, un cuadro muy similar a una apendicitis aguda y propio también de la infancia y pacientes jóvenes. En caso de perforarse podría suponer una peritonitis, que es una inflamación muy grave de la capa que rodea al intestino. Muchas veces el diagnóstico se realiza intraoperatoriamente al ver que el apéndice está sano en el contexto de una supuesta apendicitis aguda. De esta forma, se recorre el íleon buscando aproximadamente a unos 60 cm del ciego que este conducto siga activo y esté inflamado. Sin embargo, la gran mayoría de pacientes con divertículo de Meckel sin cerrar vivirá toda su vida sin ningún síntoma y sin saberlo.

## En las aves
El divertículo de Meckel tiene especial importancia en las aves, ya que durante los primeros días de vida contiene los restos de la yema y permite al animal sobrevivir sin necesidad de obtener nutrientes de fuentes externas. Posteriormente, posee funciones inmunes.